# Saarijärvi (Gällivare socken, Lappland, 742456-173121)
Saarijärvi är en sjö i Gällivare kommun i Lappland och ingår i Råneälvens huvudavrinningsområde.